# Eleanor Garatti-Saville
Eleanor A. Garatti-Saville (Belvedere, Kalifornija, 12. lipnja 1909. - Orinda, Kalifonija, 9. rujna 1998.), američka plivačica.
Dvostruka je olimpijska pobjednica u plivanju, a 1992. godine primljena je u Kuću slavnih vodenih sportova.